# Hexanchus nakamurai
Requin-vache
Espèce
Synonymes
Hexanchus vitulus Springer & Waller 1969
Répartition géographique
Statut de conservation UICN

 DD  : Données insuffisantes
Le requin-vache (Hexanchus nakamurai) est une espèce de requin de l'ordre des Hexanchiformes.

## Description
Ce requin a un corps élancé, une tête étroite avec une petite bouche et de grands yeux verts fluorescents lorsqu'il est vivant. Sa nageoire caudale a une profonde encoche subterminale et il possède six paires de fentes branchiales. Sa bouche porte 5 rangées de grandes dents en forme de peigne.
Les juvéniles naissent avec une taille comprise entre 34 et 45 cm et les adultes mesurent en moyenne 1,2 m, pour une longueur maximale de 1,8 m. Il pèsent environ 20 kg à l'âge adulte.
Il y a une nette séparation entre le dos foncé et la face ventrale claire. Il a une bordure blanche à l'extrémité et sur le bord postérieur des nageoires. Les juvéniles ont l'apex du lobe supérieur de la caudale noir.

## Distribution
Le requin-vache vit localement dans les eaux tempérées chaudes et tropicales.

## Habitat
Il vit localement dans les eaux tempérées chaudes et tropicales, sur ou près du fond des plateaux continentaux et insulaires, mais aussi des talus, à une profondeur comprise entre 90 et 621 m, bien qu'il remonte occasionnellement près de la surface et des côtes.

## Biologie
Ils se nourrissent principalement de poissons osseux et de crustacés benthiques. 
Ce requin est ovovivipare et donne naissance à des portée comptant jusqu'à 13 petits après un temps de gestation inconnu.
Les branchies de ce requin abritent des parasites comme les monogènes du genre Protocotyle trouvés également sur celles du requin-griset. L'espèce Protocotyle euzetmaillardi a même été décrite en 2011 sur les branchies d'Hexanchus nakamurai  au large de la Nouvelle-Calédonie.

## Imagerie

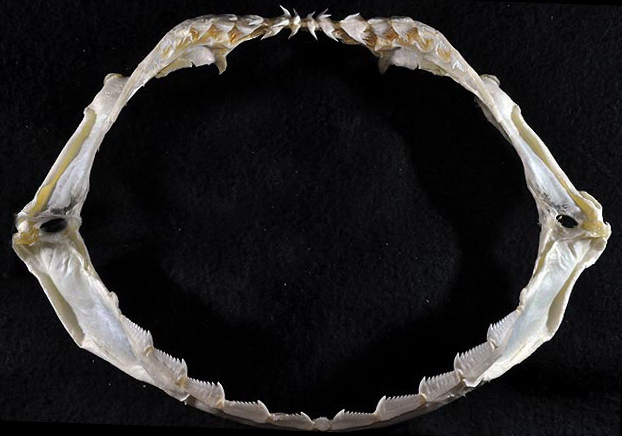
Hexanchus nakamurai, mâchoires
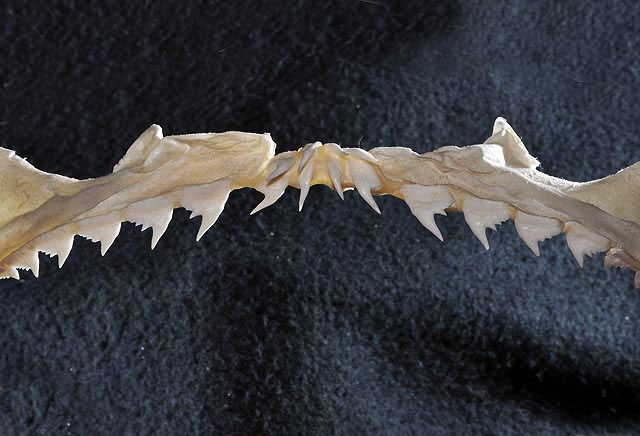
Hexanchus nakamurai, dents supérieures
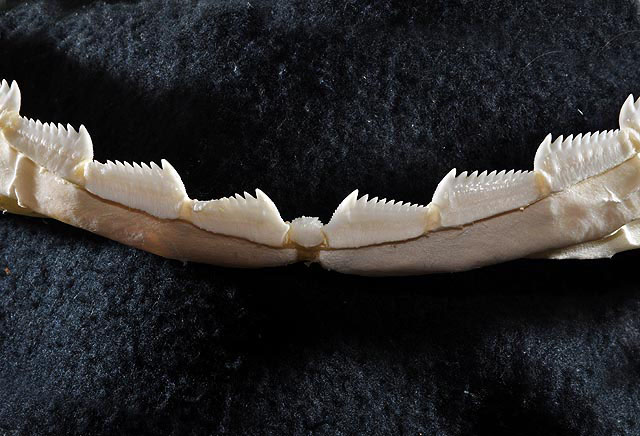
Hexanchus nakamurai, dents inférieures
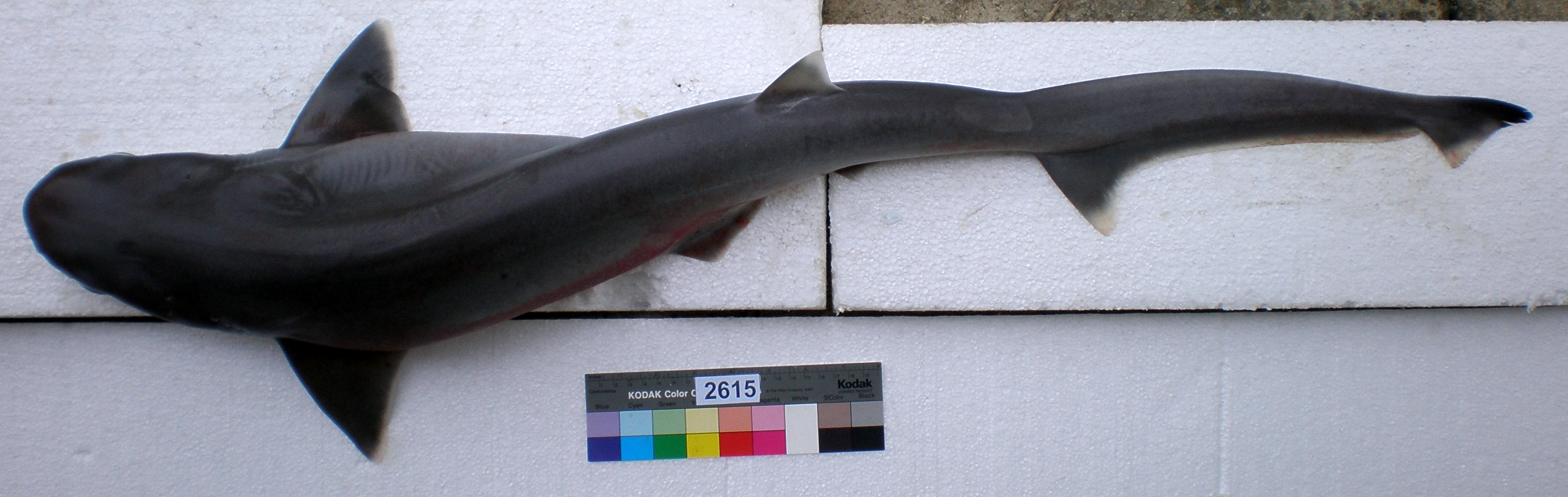
Hexanchus nakamurai, corps
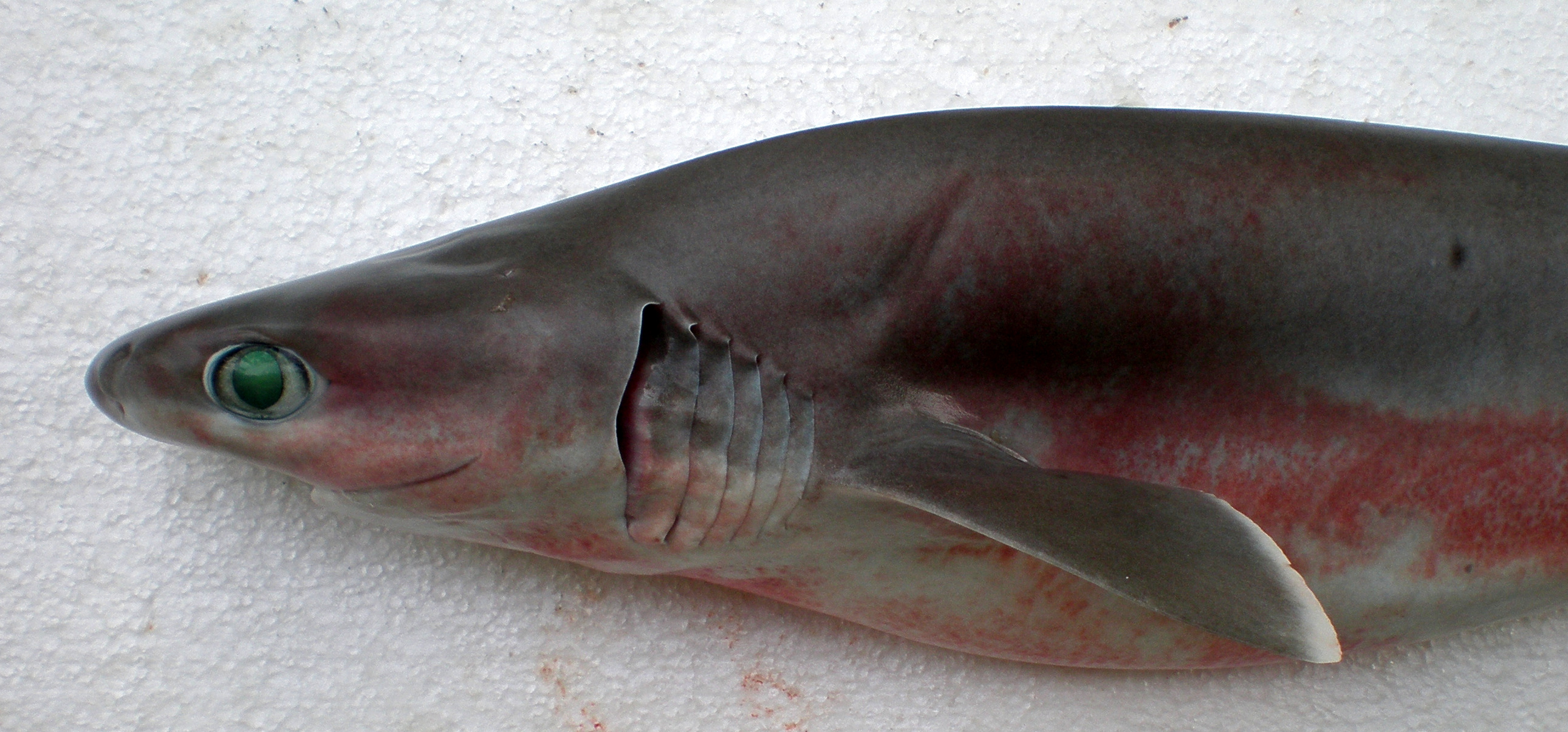
Hexanchus nakamurai, tête
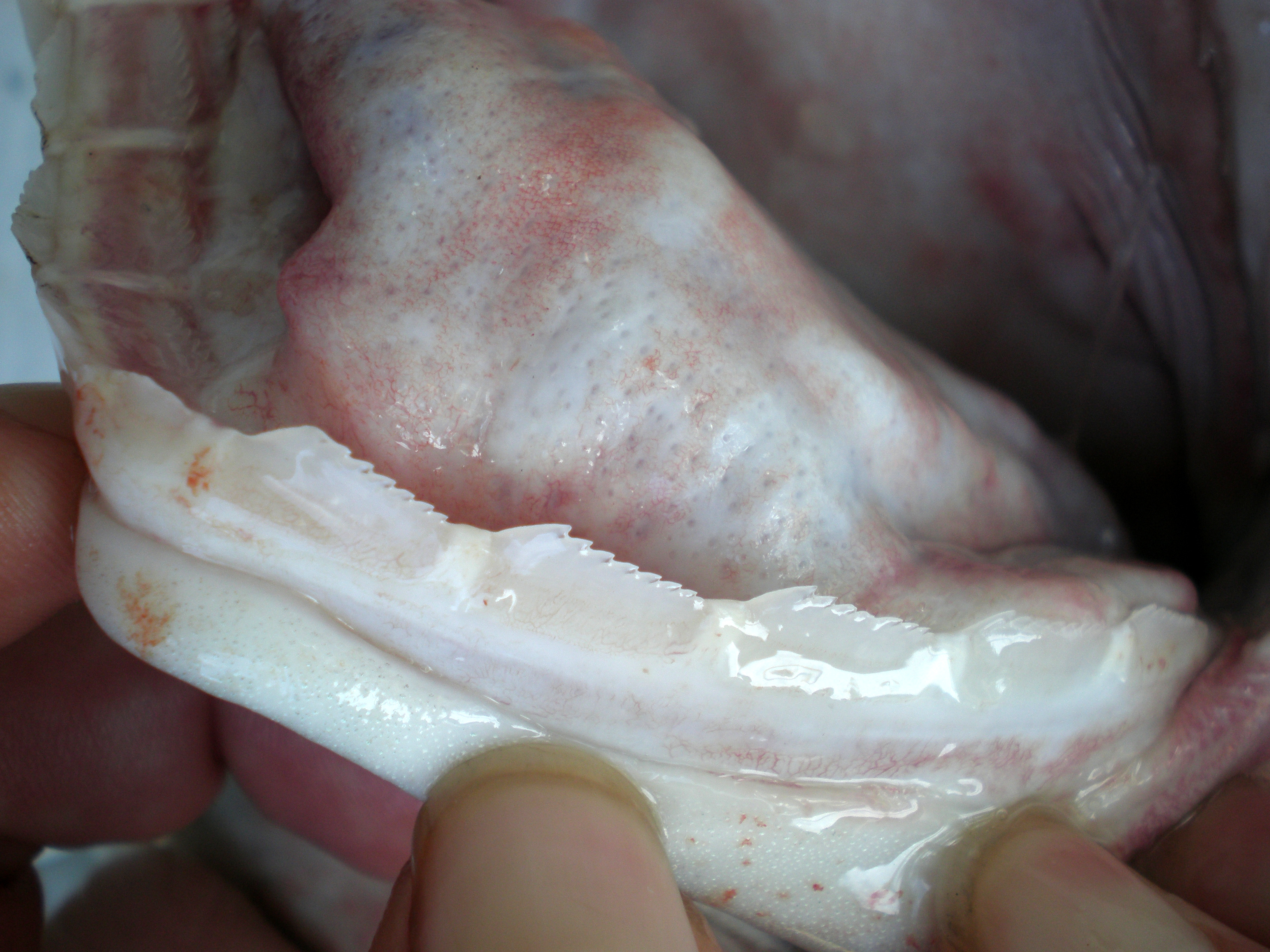
Hexanchus nakamurai, dents inférieures
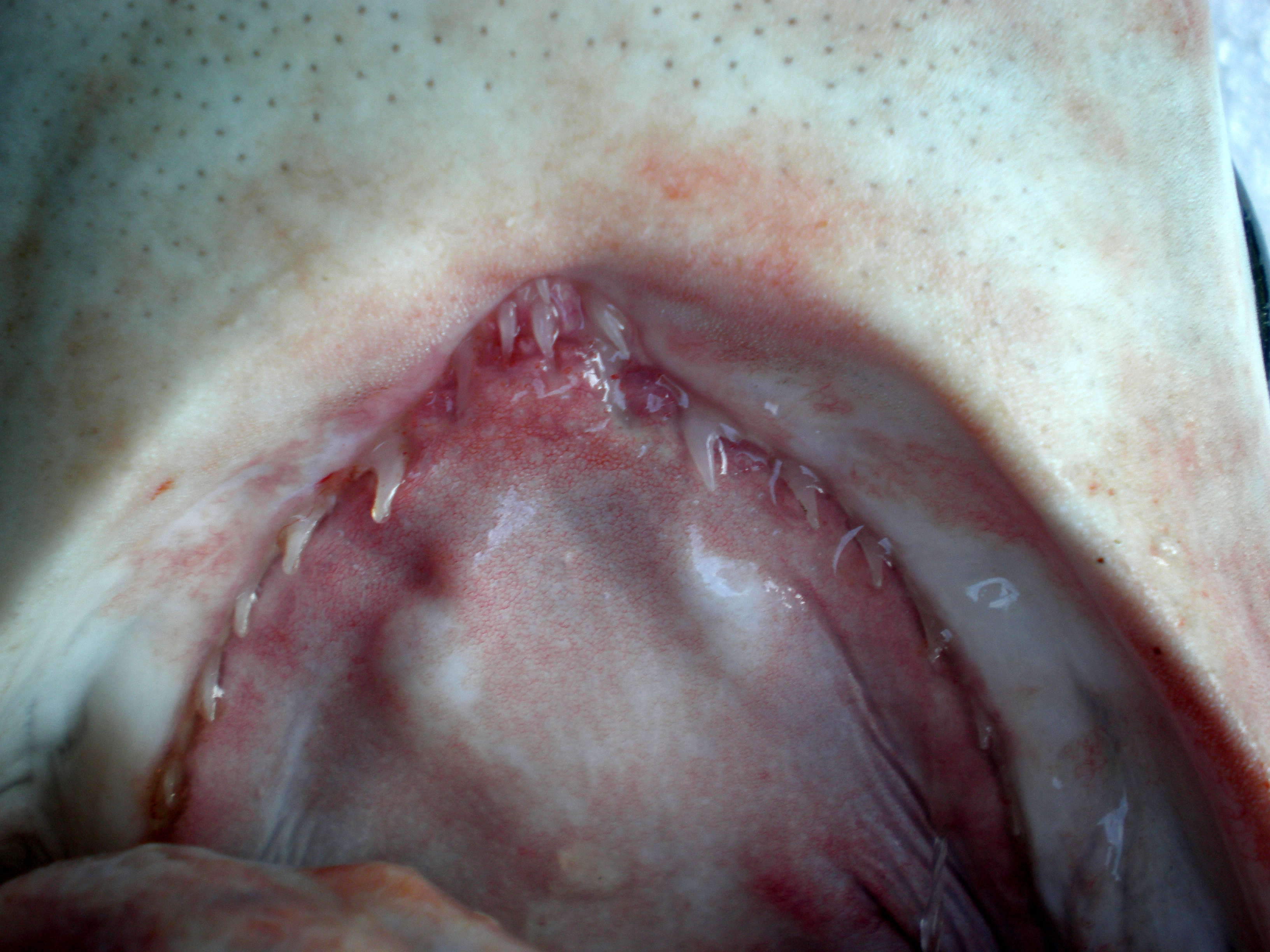
Hexanchus nakamurai, dents supérieures
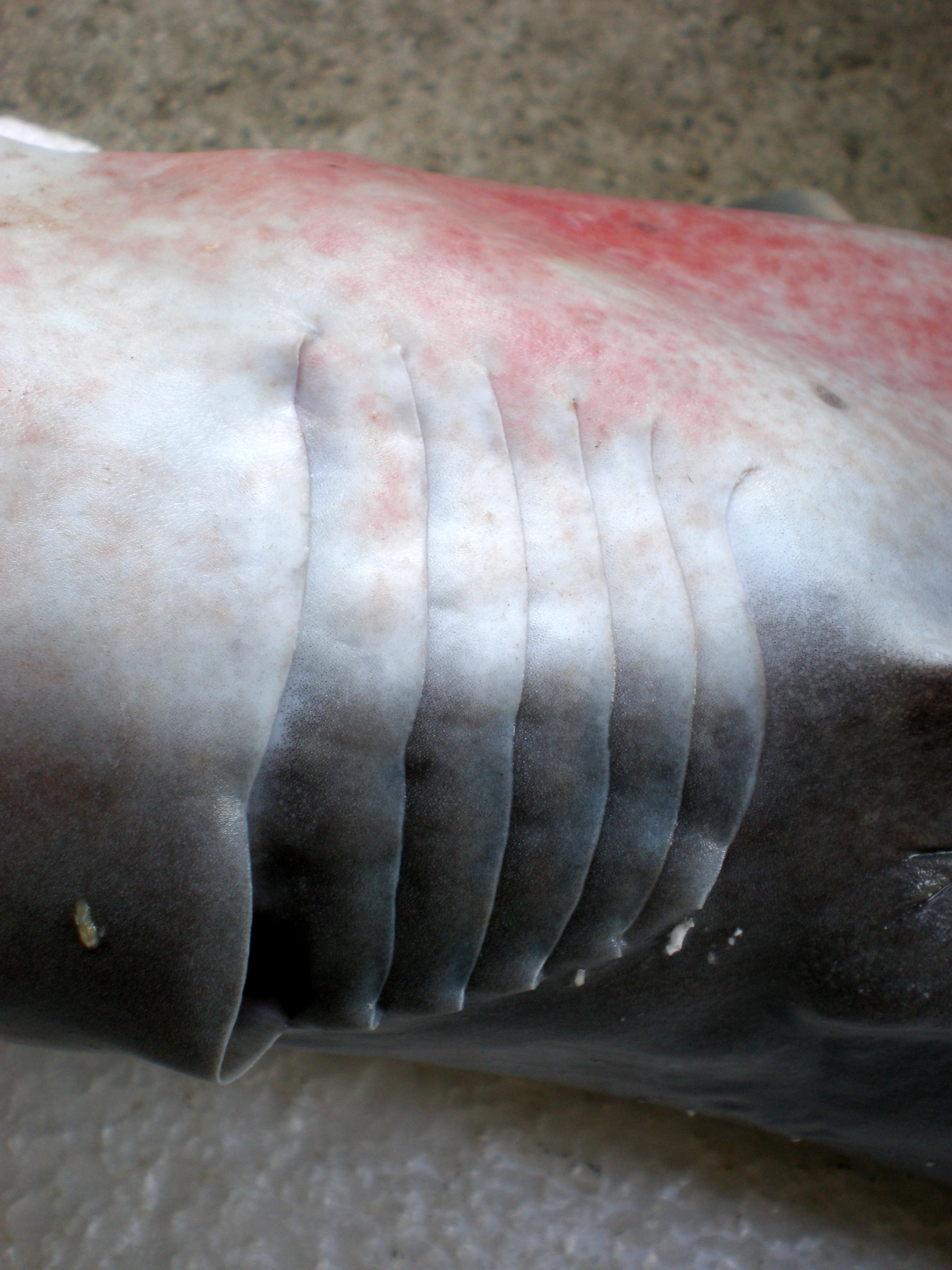
Hexanchus nakamurai, 6 fentes branchiales
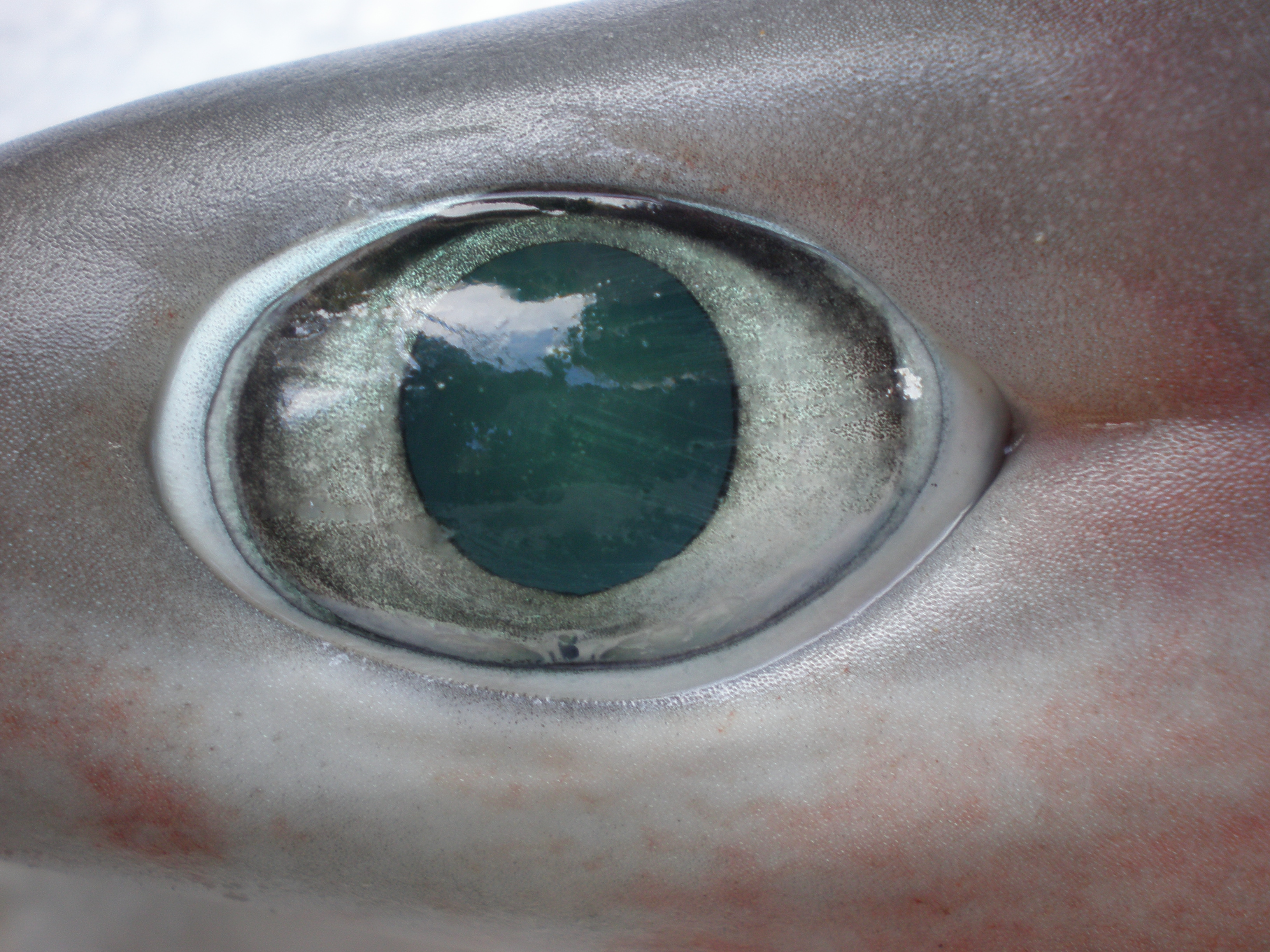
Hexanchus nakamurai, œil